# عدن حمزة (بعدان)

تعديل مصدري - تعديل

عدن حمزة محلة تابعة لقرية مزاحم، التابعة لعزلة حيسان بمديرية بعدان إحدى مديريات محافظة إب في الجمهورية اليمنية، بلغ تعداد سكانها 92 حسب تعداد اليمن لعام 2004.